# Квінт Фабій Максим Еміліан
Квінт Фа́бій Макси́м Еміліа́н (лат. Quintus Fabius Maximus Aemilianus; 189 до н. е. — 130 до н.е.) — політичний та військовий діяч Римської республіки, консул 145 року до н. е.

## Біографія
Походив з патриціанського роду Еміліїв. Син Луція Емілія Павла Македонського, консула 182 року до н. е., та Папірії Масонії, доньки Гая Папірія Мазона, консула 231 року до н. е. Був усиновлений Квінтом Фабієм Максимом, претором 181 року до н. е.
У 169 році до н. е. супроводжував рідного батька у македонському поході. Відзначившись у битві під Підною, Квінта було спрямовано до Риму із звісткою про перемогу. По поверненню за наказом Емілія Павла спустошив міста Егіній та Агаси за антиримські дії, а згодом розбив ілірійців, які були союзниками царя Персея. Після завершення македонської кампанії взяв участь у тріумфі.
Після смерті батька у 160 році до н. е. Квінт отримав усі батьківські статки з огляду на те, що брат Квінта — Публій — відмовився від спадку на користь Квінта.
У 154 році до н. е. виконував обов'язки посла до Прусія II, царя Віфінії. Квінт передав наказ римського сенату припинити ворожі дії проти Пергаму, а також відшкодувати збитки. У 149 році до н. е. став претором, а як провінцію отримав Сицилію. На цій посади прийняв та спрямував до Риму карфагенських заручників.
У 145 році до н. е. його обрано консулом разом з Луцієм Гостілієм Манціном. Як провінцію отримав Дальню Іспанію, де йому доручили боротьбу з Віріатом. У 144 році до н. е. повноваження Еміліана було подовжено. За час відсутності в провінції Квінта Фабія римляни зазнали поразки, але вже в цьому ж році Фабій завдав поразки Віріату й захопив частину Лузітанії.
Після цього у 133—132 роках Квінт командував частиною армії під орудою свого брата Публія Еміліана під час Нумантійської війни. По поверненню до Риму Квінт незабаром помер.

## Родина
- Квінт Фабій Максим Алоброзький, консул 121 року до н. е.